# Matematica egizia
La matematica egizia è il complesso delle tecniche matematiche che furono sviluppate presso la civiltà dell'Antico Egitto.
Le prime testimonianze dell'utilizzo della matematica presso gli egizi risalgono al periodo dell'Antico Regno, con un'iscrizione che registra le conquiste di una guerra, utilizzando il sistema di numerazione che sarà poi in uso per tutta la storia egizia. Inoltre già nella prima dinastia erano diffuse la pratica della misurazione del livello di acqua del Nilo, e il rituale del "tendere la corda" per la costruzione dei templi, a conferma dell'uso di nozioni geometriche.
La matematica egizia classica emerse soltanto nel Medio Regno, con la creazione di vere e proprie scuole di scribi, e la nascita del sistema di frazioni caratteristico della matematica egizia. I problemi affrontati hanno sia carattere numerico e astratto, sia un aspetto pratico, legato al lavoro svolto dagli scribi. Alla matematica veniva comunque riconosciuto il valore di speculazione astratta e di strumento per la conoscenza della natura, come recita l'intestazione del papiro matematico Rhind: «Metodo corretto di entrare nella natura, conoscere tutto ciò che esiste, ogni mistero, ogni segreto».
Il Nuovo Regno non ha lasciato grandi testimonianze matematiche, ma dai documenti pervenuti è possibile dedurre che le tecniche matematiche non subirono variazioni. Nel periodo greco, i documenti in demotico rivelano l'influsso della cultura greca; in direzione inversa, anche la matematica greca assorbì le conoscenze di quella egizia, e Erodoto stesso sostenne che i Greci impararono la geometria dai "tenditori di corde" egizi.
Secondo la tradizione medievale, Abramo insegnò agli Egizi l'aritmetica e l'astronomia.

## I papiri matematici

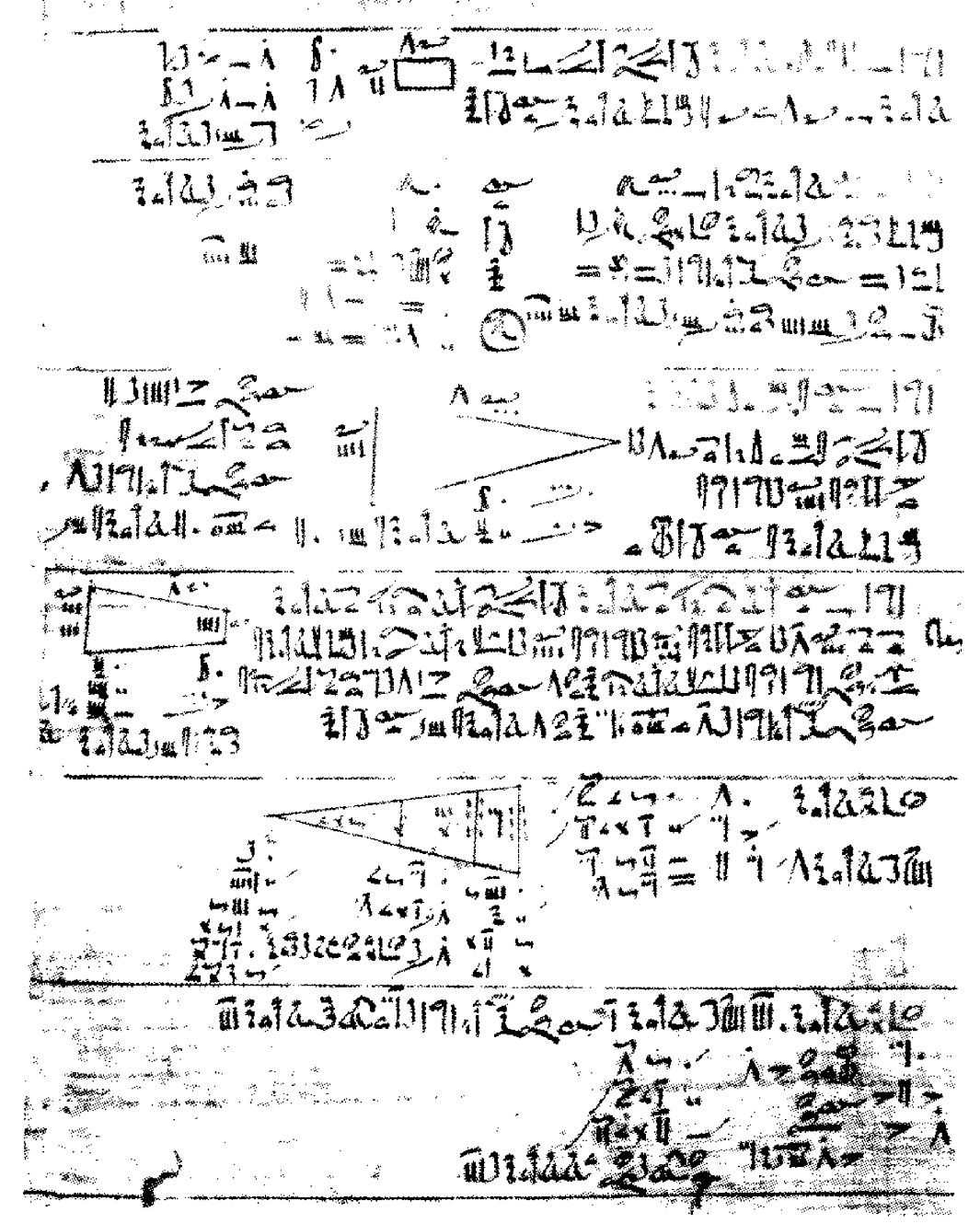
Il papiro di Rhind.

A differenza che per le civiltà mesopotamiche, la quantità di testi di carattere matematico giunti a noi dall'Antico Egitto è estremamente ridotta, a causa della difficoltà di conservazione dei papiri stessi; è quindi possibile che le effettive conoscenze dei matematici egizi siano a tutt'oggi sottovalutate.
I due testi più completi attualmente a disposizione degli studiosi sono: il papiro di Rhind, risalente al 1650 a.C. e in gran parte conservato presso il British Museum, che contiene tabelle di frazioni e 84 problemi di varia natura; il papiro di Mosca, in parte perduto e ora conservato presso il Museo Puškin delle belle arti di Mosca, che è databile al Medio Regno e contiene 25 problemi, tra cui quello più complesso fra quelli attualmente conosciuti, che descrive il calcolo di un tronco di piramide a base quadrata.
In entrambi i casi si tratta manuali di matematica scritti ad uso di studenti, come è desumibile sia dalla presenza delle tavole di frazioni, sia dall'enunciato dei problemi, che spesso vengono introdotti con frasi del tipo «Se ti viene chiesto ...», mentre la soluzione è preceduta da espressioni come «così devi rispondere». Manca in generale in questi testi la descrizione della teoria che è alla base del metodo di risoluzione.

## La notazione
Gli antichi egizi utilizzavano un sistema decimale per la scrittura dei numeri, anche se nei nomi dei numeri sono rimaste tracce di uno stadio primitivo in cui veniva adottato un sistema a base cinque. Il sistema, che è rimasto sostanzialmente stabile per tutta la durata della civiltà egizia, prevedeva l'utilizzo di sette geroglifici di base, ciascuno dei quali rappresenta una potenza di dieci, da {\displaystyle 10^{0}} (unità) a {\displaystyle 10^{6}} (milioni). Ciascun simbolo veniva ripetuto da una a nove volte; sommando il valore di tutti i segni, si otteneva il numero desiderato.
Ad esempio, usando i simboli
| V1 | = 100
| Z1 | = 1
si ottiene:
| V1 · V1 · V1 | Z1 · Z1 · Z1 · Z1 · Z1 · Z1 | = 3 × | V1 | + 6 × | Z1 | = 3 × 100 + 6 × 1 = 306.
Il sistema sopra descritto non è posizionale, anche se usualmente le cifre venivano scritte in ordine dal valore più grande a quello più piccolo. Inoltre non esiste alcun simbolo per indicare lo zero; per indicare il risultato zero di una sottrazione, si usava lo spazio o il simbolo geroglifico
| nfr |
nfr, "svuotamento".
La scrittura ieratica fa invece utilizzo di simboli diversi, spesso derivati dalla legatura dei simboli geroglifici; in particolare esistono simboli separati per i ciascun numero da 1 a 9, così come per le decine da 10 a 90, e così via. Questo facilitava e sveltiva notevolmente il lavoro degli scribi, a prezzo però dell'utilizzo di un numero molto maggiore di simboli, e di rendere molto più complessa la manipolazione degli stessi.

### Le frazioni
I numeri decimali venivano scritti esclusivamente tramite l'utilizzo di frazioni unitarie, ovvero reciproci di interi positivi; il simbolo di frazione era il geroglifico della bocca (un punto nella scrittura ieratica), con il significato di "parte", che veniva posto sopra al numero che andava a denominatore:
| D21 |
Nella trascrizione moderna, queste frazioni sono usualmente indicate con una barra sopra al numero. Ad esempio:
| r · Z1 · Z1 · Z1 | r · Z1 · Z1 · Z1 · Z1 | = {\displaystyle {\overline {3}}+{\overline {4}}={\frac {1}{3}}+{\frac {1}{4}}={\frac {7}{12}}}.
Come unica eccezione alla regola sopra, esistevano dei simboli appositi per indicare le frazioni {\displaystyle {\frac {1}{2}}}, {\displaystyle {\frac {1}{4}}}, {\displaystyle {\frac {2}{3}}}, {\displaystyle {\frac {3}{4}}}. Questo sistema di scrittura alquanto complesso rimase immutato per gran parte della storia egizia; solamente nei papiri demotici si ritrova una qualche evoluzione nella scrittura, probabilmente dovuta all'influsso della cultura greca.
| Aa16 |

| Aa16 |

| Z9 |

| Z9 |

| D22 |

| D22 |

| D23 |

| D23 |

## Le operazioni
Gli egizi eseguivano le operazioni in maniera alquanto diversa da quella attuale; le tecniche di calcolo usate erano in parte legate al sistema di notazione. Inoltre non esistevano simboli particolari per indicare le operazioni: queste erano indicate tramite verbi o perifrasi.

### Addizione e sottrazione
L'addizione e la sottrazione con i simboli geroglifici erano particolarmente semplici; per sommare due numeri era sufficiente unire i segni dello stesso ordine di grandezza; qualora il numero totale dei segni dello stesso tipo fosse superiore a dieci, questi venivano sostituiti dal segno relativo all'ordine di grandezza superiore, in maniera analoga all'attuale riporto. La sottrazione procedeva in senso inverso: si sottraevano i simboli dello stesso tipo, e qualora questo non fosse sufficiente, si scalava un segno di ordine superiore.
Le somme con le frazioni venivano realizzati tramite la tecnica degli "ausiliari rossi", così chiamata perché i numeri utilizzati venivano scritti in inchiostro rosso. Questa tecnica è analoga al moderno utilizzo del minimo comune multiplo. Ad esempio, nel problema 14 del papiro di Rhind, per sommare
{\displaystyle {\overline {7}}+{\overline {14}}+{\overline {14}}+{\overline {28}}+{\overline {28}}+{\overline {56}}}
lo scriba sceglieva il denominatore più grande come riferimento (56), e calcolava gli ausiliari rossi come rapporto fra questo e ciascun denominatore; ogni ausiliare rosso veniva scritto sotto al denominatore corrispondente:
{\displaystyle {\begin{matrix}{\overline {7}}&{\overline {14}}&{\overline {14}}&{\overline {28}}&{\overline {28}}&{\overline {56}}\\8&4&4&2&2&1\end{matrix}}}
La somma cercata si ottiene calcolando il rapporto tra la somma degli ausiliari e il numero di riferimento, e da {\displaystyle {\frac {21}{56}}}, valore che poi lo scriba trasformava in frazioni unitarie. È probabile che queste operazioni fossero eseguite con l'aiuto di apposite tavole, che però non sono giunte a noi.
L'addizione viene usualmente indicata con i seguenti termini:
| Hr |
ḥr, "in aggiunta a"
| V29 | V28 | Y1V |
w3ḥ, "porre"
| D46 · S23 | Y1V |
dmḏ, "unire"
Per la sottrazione si usava il verbo
| Aa1 | D58 | Z9 |
ḥbỉ

### Moltiplicazione
La procedura di moltiplicazione era basata sull'operazione di duplicazione: uno dei due fattori veniva scomposto in somma di potenze di due, l'altro fattore veniva raddoppiato un numero corrispondente di volte; i risultati di questa duplicazione venivano poi sommati per ottenere il risultato finale.
Ad esempio, per eseguire 5 × 7:
{\displaystyle 5\times 7=(1+2^{2})\times 7=(1+4)\times 7=1\times 7+4\times 7=7+28=35}.
In caso di fattori particolarmente grandi, la duplicazione poteva venire sostituita da una moltiplicazione per dieci.
La moltiplicazione {\displaystyle x\times y} era indicata con l'espressione w3ḥ tp m x r sp y, che letteralmente significa "conta con {\displaystyle x} per {\displaystyle y} volte".

### Divisione
Anche la divisione veniva eseguita facendo uso del procedimento di duplicazione: il divisore veniva duplicato fino ad avvicinarsi il più possibile al dividendo, quindi si eseguivano successive moltiplicazioni con delle frazioni fino a raggiungere esattamente il dividendo.
Ad esempio, la divisione {\displaystyle 36:7={\frac {36}{7}}=5+{\frac {1}{7}}} veniva eseguita nel seguente modo:
|                  | 1       | 7  |
|                  | 2       | 14 |
|                  | 4       | 28 |
|                  | 1/7     | 1  |
| Totale righe con | 5 + 1/7 | 36 |

La divisione {\displaystyle y/x} era indicata con l'espressione w3ḥ tp m x r gmt y, che letteralmente significa "opera su {\displaystyle y} per trovare {\displaystyle x}".

## Algebra
Gli egizi non utilizzavano una notazione simbolica per i problemi di tipo algebrico e per esprimere le relative equazioni, anche se avevano una chiara concezione delle entità coinvolte e in particolare del concetto di incognita, che era indicato con il termine
| P6 | D40 · X3 | Y1 · Z2 |
ˁḥˁ, "quantità".

### Equazioni di primo grado
I testi matematici pervenuti a noi contengono numerosi esempi di equazioni di primo grado; un problema tipico è il numero 26 del papiro di Rhind, il cui testo recita:
«Una quantità, il suo quarto (aggiunto) su di essa fa 15»,
che nella notazione moderna può essere scritto come:
{\displaystyle x+{\frac {1}{4}}x=15}.
Una tecnica tipica di risoluzione è il metodo della falsa posizione; ad esempio per il problema precedente, lo scriba suppone la soluzione {\displaystyle x=4}, che sostituita dà {\displaystyle 4+1=15}; tra i membri destri delle due equazioni c'è un fattore di proporzionalità 3, che va applicato alla soluzione presupposta 4, da cui segue {\displaystyle x=12}. Altri problemi vengono invece risolti tramite passaggi algebrici del tutto analoghi a quelli utilizzati oggi.

### Equazioni di secondo grado
Gli antichi egizi erano in grado di risolvere anche equazioni di secondo grado; i problemi che le contenevano erano quasi tutti di natura geometrica, e la risoluzione dell'equazione era quindi solamente un passaggio interno del problema stesso. Anche questo tipo di problemi venivano solitamente risolti col metodo di falsa posizione.
La risoluzione di una equazione di secondo grado prevede sempre il calcolo delle radici quadrate. Nei papiri il risultato della radice è scritto direttamente e non sono mai riportati i passaggi del calcolo; è probabile che gli scribi facessero uso di apposite tavole contenenti le radici dei numeri interi e della frazioni, ma nessuna di questa tavole è giunta fino a noi.

### Progressioni
Nel papiro di Rhind ci sono pervenuti tre esempi di progressioni aritmetiche, indicate con il termine twnw, "differenza comune"; ad esempio, il problema 40 chiede di distribuire 100 pani tra 5 uomini, in modo che la differenza tra i pani distribuiti a ciascun uomo sia costante. La soluzione proposta ricalca il metodo di falsa posizione e prevede l'uso di una progressione che soddisfa i requisiti del problema, i cui termini sono proporzionali a quelli della soluzione.
Il problema 79 descrive invece una progressione geometrica, probabilmente derivata da una filastrocca infantile, e calcola il totale dei termini:
«7 case
49 gatti
343 topi
2401 spelte
16807 hekat
Totale 19607»
Problemi di questo tipo non hanno alcuna rilevanza pratica, in particolare l'ultimo che esegue la somma di oggetti che non hanno alcuna attinenza tra di loro, e sono inseriti solo perché si trattava di un argomento interessante dal punto di vista astratto.

Le sei parti che compongono l'occhio di Horus, evidenziate con colori diversi; ciascuna di esse corrisponde a una potenza negativa di due.

È interessante osservare che nel mito della lotta tra Seth e Horus, l'occhio di Horus viene spezzato in sei parti, che corrispondono ai sottomultipli dell'unità di misura del volume (hekat), e che costituiscono i primi sei termini della progressione geometrica di ragione {\displaystyle {\frac {1}{2}}}. La somma di questi termini, che ricompone l'unità dell'occhio di Horus, è {\displaystyle {\frac {63}{64}}}, quindi inferiore a uno; la ricomposizione dell'unità era affidata dagli egizi all'intervento del dio. Un problema simile è presentato da Zenone di Elea nel paradosso del mobile, e la sua definitiva soluzione, ovvero l'utilizzo di infiniti termini della progressione, che formano una serie la cui somma è pari a 1, è del XVII secolo.

## Geometria
Gli egizi non possedevano una parola specifica per indicare la geometria, tuttavia i problemi di carattere geometrico erano considerati separatamente da quelli aritmetici, a testimonianza di come questi fossero due aspetti diversi della matematica.
I problemi vertevano principalmente sul calcolo di aree e volumi; gli egizi conoscevano le formule esatte per il calcolo dell'area del rettangolo, del triangolo, del trapezio (che veniva considerato come un triangolo tagliato a metà), del volume del parallelepipedo e del tronco di piramide.

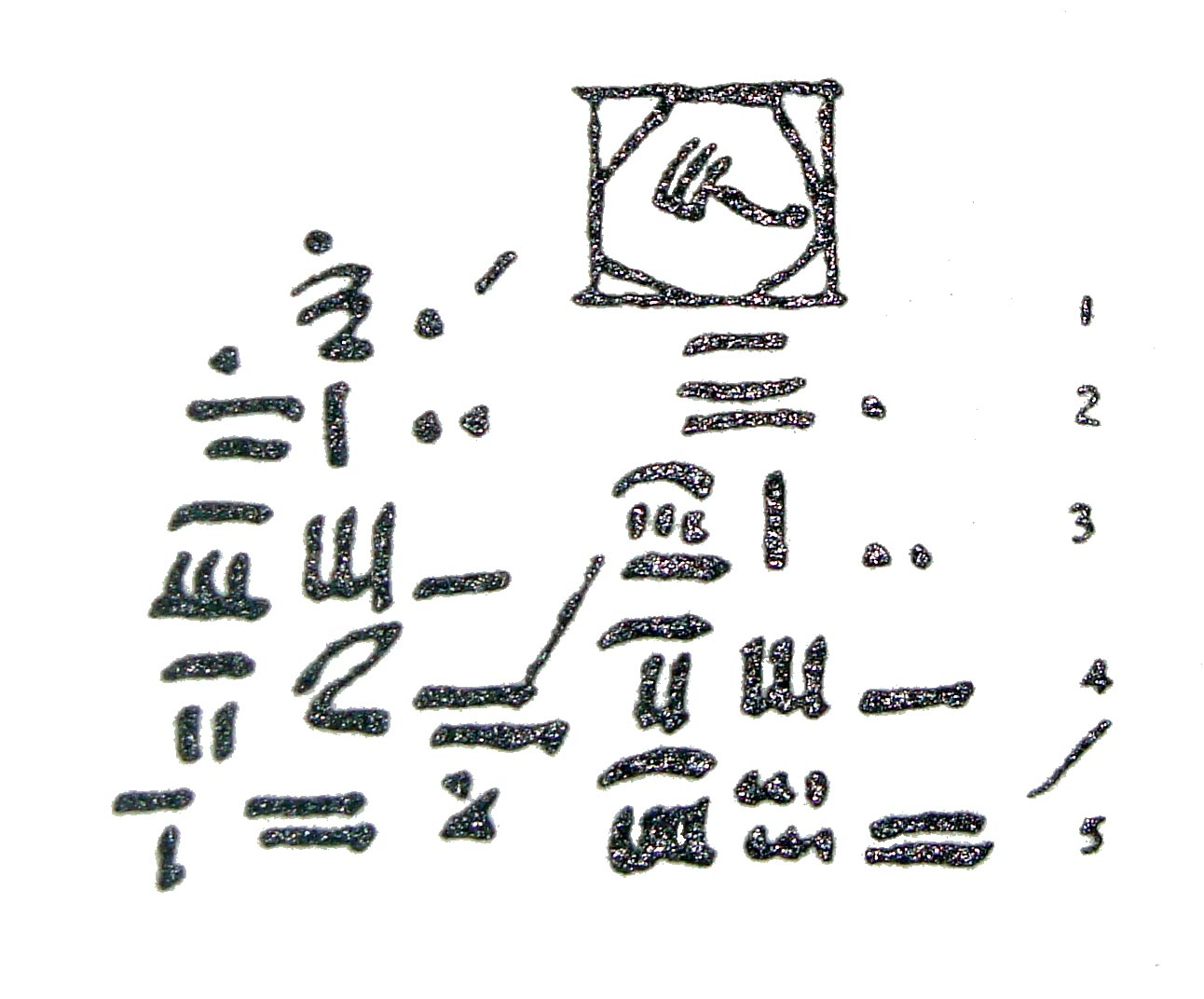
Il problema 48 del papiro di Rhind, contenente il calcolo dell'area del cerchio.

Il calcolo dell'area del cerchio è ottenuto per via approssimata, sottraendo dal diametro un nono della sua lunghezza, ed elevando il risultato al quadrato:
{\displaystyle S_{\mathrm {cerchio} }=((1-{\frac {1}{9}})d)^{2}=\left({\frac {8}{9}}d\right)^{2}}.
Questo calcolo corrisponde ad un valore di pi greco pari a:
{\displaystyle \pi =4\left({\frac {8}{9}}\right)^{2}=\approx 3,16049},
valore molto vicino a quello vero, e decisamente più preciso del valore {\displaystyle \pi =3} usato in Mesopotamia. Dal calcolo della superficie del cerchio gli egizi derivarono anche la formula per il calcolo del volume del cilindro.

Cordicella a 12 nodi per costruire un angolo retto

La piramide è probabilmente la figura geometrica meglio nota agli egizi; oltre al calcolo del volume, che è il punto più alto raggiunto dalla geometria egizia, sono giunti a noi anche problemi legati alla pendenza delle facce della piramide, che in egizio era detta seked:
| A1 | Aa28 | D46 · W24 | Y1V | - sḳd.
Il seked era espresso come il rapporto tra l'unità di misura orizzontale e quella verticale, e corrisponde all'attuale cotangente.
Gli egizi non conoscevano il Teorema di Pitagora, ma sapevano che un triangolo di lati 3-4-5 è rettangolo; questo fatto era sfruttato per mezzo di una cordicella con dodici nodi equispaziati, che poteva essere tesa sul terreno con tre paletti e permetteva di costruire un triangolo rettangolo.

## Limiti e punti deboli della matematica egizia
Nonostante i greci si sentissero in gran parte debitori nei confronti degli egizi per quanto riguardava la matematica è probabile invece che i prestiti dall'una all'altra cultura dovettero riguardare solo poche nozioni elementari, come l'uso di frazioni a numeratore unitario, che perdurò in Grecia e a Roma fino al Medioevo.
Le conoscenze contenute nei papiri ritrovati sono infatti di natura prettamente pratica e se vi compaiono ogni tanto elementi teorici, questi avevano probabilmente lo scopo di facilitare i calcoli più che favorire la comprensione concettuale.
Anche la geometria sembra essere più una branca dell'aritmetica applicata. Le regole di calcolo vengono motivate raramente e solo in casi concreti specifici. 
Nel corso della lunga storia della cultura egizia inoltre non sembrano esserci state particolari conquiste matematiche e non si registra uno sviluppo in questo senso, facendo rimanere la matematica egizia troppo legata all'operazione di addizione che spesso rendeva i calcoli lunghi e complessi.